# منتخب روسيا تحت 18 سنة لهوكي الجليد للسيدات
منتخب روسيا تحت 18 سنة لهوكي الجليد للسيدات هو ممثل روسيا تحت 18 سنة الرسمي في المنافسات الدولية في هوكي الجليد للسيدات
.